# My Name Is Luca
My Name Is Luca ist das Debütalbum des Schweizer Sängers Luca Hänni, der 2012 die neunte Staffel der Castingshow Deutschland sucht den Superstar gewann.

## Entstehung
Nachdem Hänni bei Deutschland sucht den Superstar den ersten Platz belegt hatte, erhielt er einen Plattenvertrag bei Universal Music und somit die Gelegenheit, ein von Dieter Bohlen produziertes Album zu veröffentlichen. Dieses wurde in Bohlens Tonstudio in Hamburg aufgenommen und erhielt den Titel My Name Is Luca. Das Album erschien am 18. Mai 2012 in Deutschland, der Schweiz und in Österreich. Neben der regulären Version erschien es auch als Deluxe-Edition (beinhaltet einen Remix von I Believe sowie fünf Videos.), und als Special Version bei iTunes (beinhaltet als Bonustrack den Song Das Beste).
Fünf der zwölf enthaltenen Titel sind Coverversionen, die Hänni bereits bei Deutschland sucht den Superstar gesungen hat.
My Name Is Luca ist das dritte Album eines Gewinners von Deutschland such den Superstar, das nicht den ersten Platz der deutschen Albumcharts belegen konnte.

## Titelliste
In Klammern die Originalinterpreten
| #                        | Titel                             | Länge   |
| ------------------------ | --------------------------------- | ------- |
| 1                        | Don’t Think About Me              | 3:43    |
| 2                        | The A Team (Ed Sheeran)           | 3:01    |
| 3                        | I Believe                         | 3:21    |
| 4                        | Do You Want to Know a Secret      | 3:11    |
| 5                        | Baby (Justin Bieber)              | 2:54    |
| 6                        | The Two of Us                     | 4:02    |
| 7                        | Allein Allein (Polarkreis 18)     | 3:51    |
| 8                        | I’ll Be There                     | 3:20    |
| 9                        | Use Somebody (Kings of Leon)      | 3:36    |
| 10                       | Eiserner Steg (Philipp Poisel)    | 3:27    |
| 11                       | I Will Die for You                | 3:28    |
| 12                       | The Way You Look Tonight          | 3:45    |
| Deluxe Edition           |                                   |         |
| 13                       | I Believe Remix                   | 3:33    |
| 14                       | Best of Luca Hänni (Video)        | 10:34   |
| 15                       | Making of Photoshoot (Video)      | 4:05    |
| 16                       | Making of Videodreh (Video)       | 4:27    |
| 17                       | Don’t Think About Me (Musikvideo) | 3:50    |
| 18                       | Slideshow (Video)                 | 1:45    |
| Gesamt                   | Gesamt                            | 1:09:53 |
| Special Version (iTunes) |                                   |         |
| 13                       | Das Beste (Silbermond)            | 3:46    |
| Gesamt                   | Gesamt                            | 45:25   |

## Charts und Chartplatzierungen

### Album
My Name Is Luca erreichte in Deutschland Rang zwei der Albumcharts und konnte sich insgesamt drei Wochen in den Top 10 sowie 13 Wochen in den Charts platzieren. In Österreich erreichte das Album die Chartspitze und konnte sich eine Woche an ebendieser sowie vier Wochen in den Top 10 und 13 Wochen in den Charts halten. In der Schweizer Hitparade erreichte das Album ebenfalls die Chartspitze und platzierte sich dort für zwei Wochen sowie fünf Wochen in den Top 10 und 18 Wochen in den Charts. 2012 platzierte sich My Name Is Luca auf Rang 69 der deutschen Album-Jahrescharts sowie auf Rang sieben der deutschen Newcomer-Jahrescharts. In den Album-Jahrescharts in Österreich belegte das Album Rang 37 und in der Schweiz Rang 26.
| ChartsChartplatzierungen | Höchstplatzierung | Wochen |
| ------------------------ | ----------------- | ------ |
| Deutschland (GfK)        | 2 (13 Wo.)        | 13     |
| Österreich (Ö3)          | 1 (13 Wo.)        | 13     |
| Schweiz (IFPI)           | 1 (18 Wo.)        | 18     |

| ChartsJahrescharts (2012) | Platzierung |
| ------------------------- | ----------- |
| Deutschland (GfK)         | 69          |
| Österreich (Ö3)           | 37          |
| Schweiz (IFPI)            | 26          |

### Singles
Don’t Think About Me, der Siegertitel von Deutschland sucht den Superstar 2012 wurde am 4. Mai 2012 als Single veröffentlicht und erreichte Platz eins in Deutschland, Österreich und der Schweiz. Als zweite Single wurde der Song I Will Die for You herausgebracht.

| Jahr | Titel                | Höchstplatzierung, Gesamtwochen, AuszeichnungChartplatzierungen (Jahr, Titel, , Platzierungen, Wochen, Auszeichnungen, Anmerkungen) | Höchstplatzierung, Gesamtwochen, AuszeichnungChartplatzierungen (Jahr, Titel, , Platzierungen, Wochen, Auszeichnungen, Anmerkungen) | Höchstplatzierung, Gesamtwochen, AuszeichnungChartplatzierungen (Jahr, Titel, , Platzierungen, Wochen, Auszeichnungen, Anmerkungen) | Anmerkungen                                         |
| Jahr | Titel                | DE | AT | CH | Anmerkungen                                         |
| --- | -------------------- | --- | --- | --- | --------------------------------------------------- |
| 2012 | Don’t Think About Me | DE1 (8 Wo.)DE | AT1 (6 Wo.)AT | CH1 (6 Wo.)CH | Erstveröffentlichung: 4. Mai 2012                   |
| 2012 | I Will Die for You   | DE54 (2 Wo.)DE | AT46 (3 Wo.)AT | CH37 (3 Wo.)CH | Erstveröffentlichung: 24. August 2012               |
| Folgende Lieder erschienen nicht als Single, wurden aber durch das Album zum Download und Streaming bereitgestellt und konnten somit eine Platzierung erlangen: |                      | | | |                                                     |
| |                      | | | |                                                     |
| 2012 | The A Team           | — | — | CH44 (1 Wo.)CH | Charteinstieg: 3. Juni 2012 Original: Ed Sheeran    |
| 2012 | Allein Allein        | — | — | CH55 (1 Wo.)CH | Charteinstieg: 3. Juni 2012 Original: Polarkreis 18 |